# Ablaq

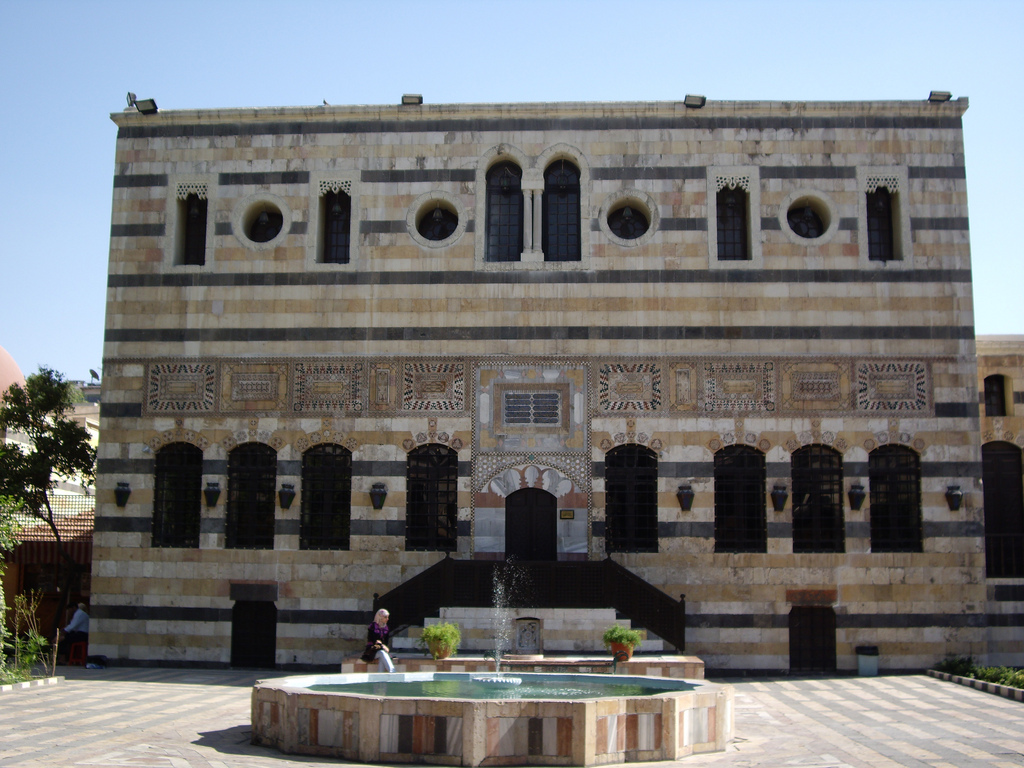
Palazzo Azm nel quale è usata la tecnica ablaq

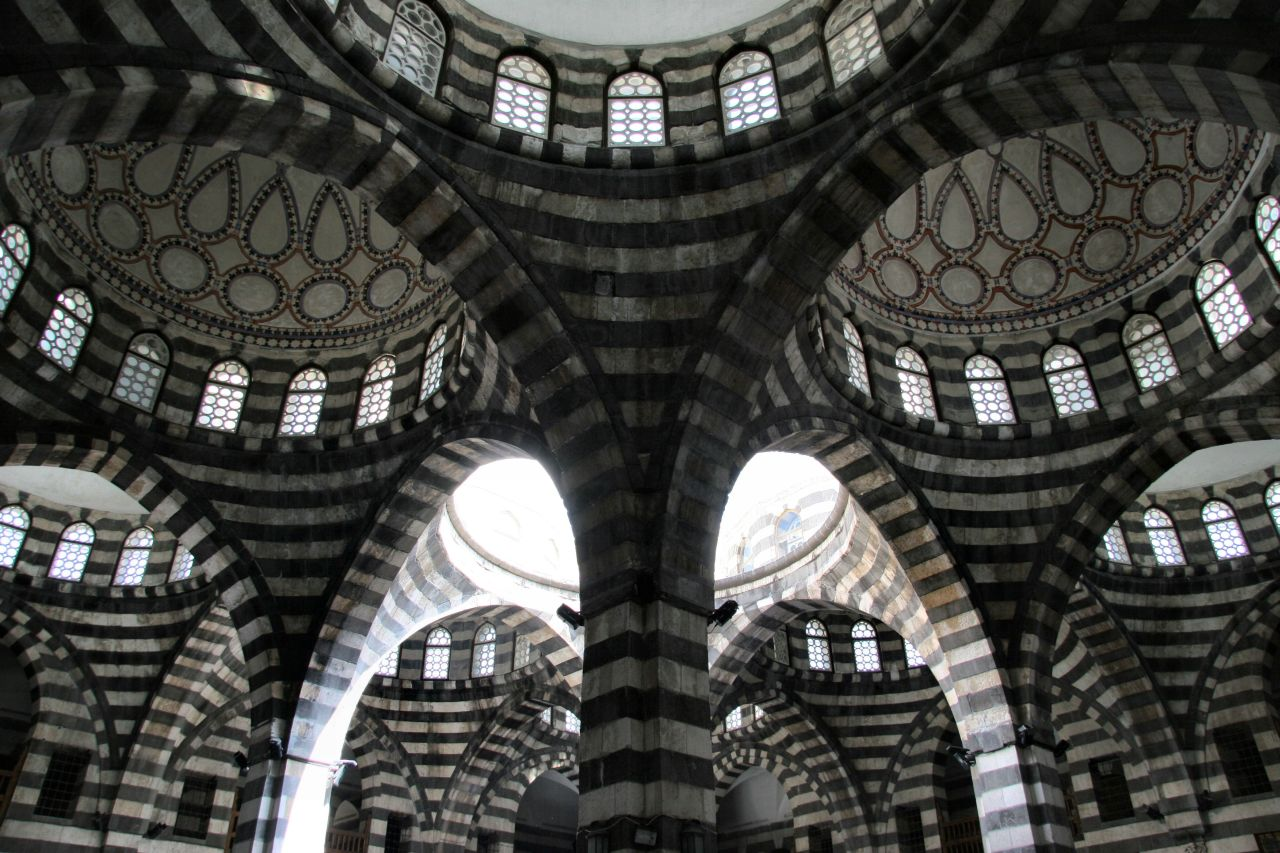
Khan As'ad Pasha

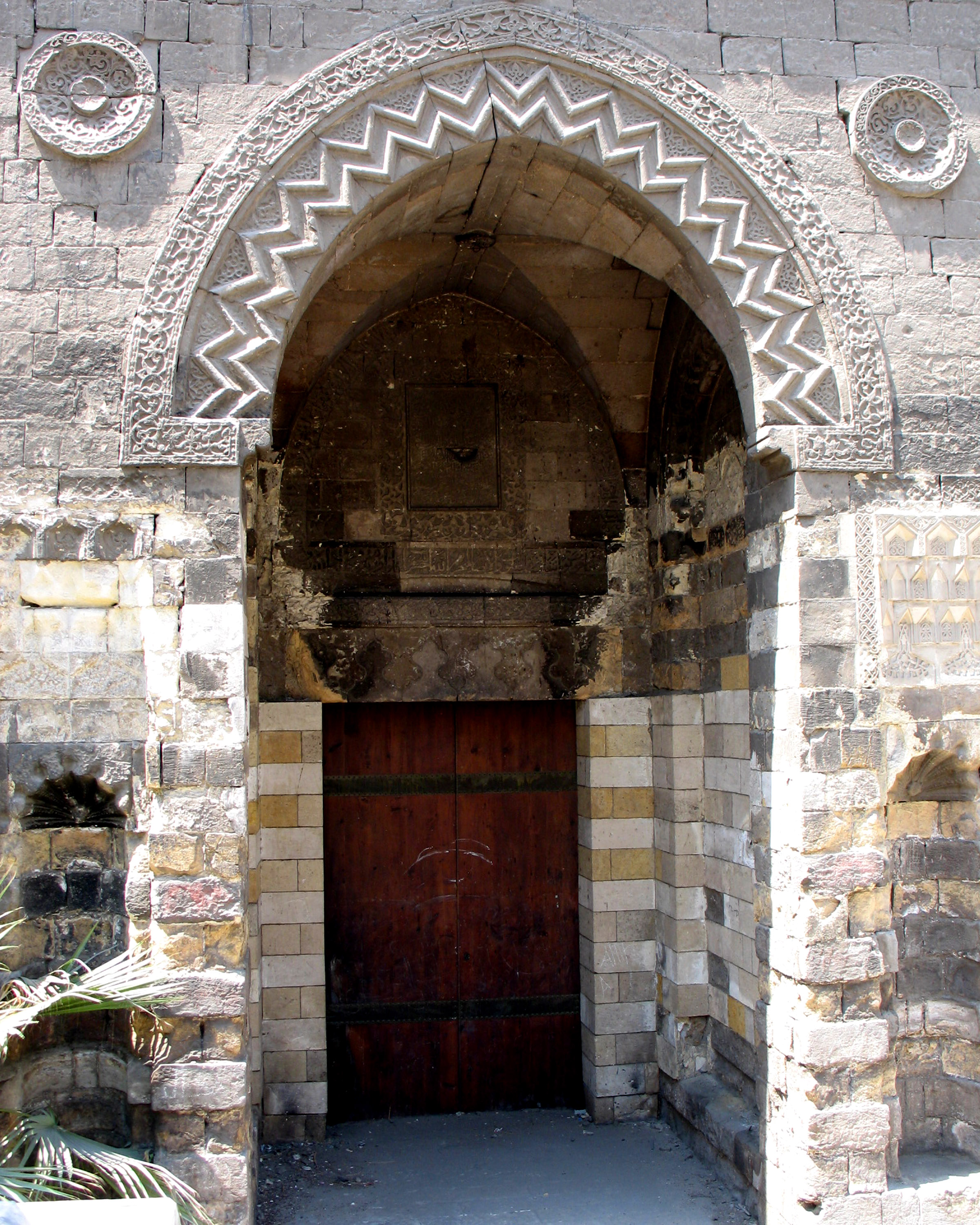
Moschea del portale Baybars di al-Zahir

Ablaq (in arabo أبلق‎? letteralmente "pezzato") è una tecnica architettonica che coinvolge file alternate o fluttuanti di pietra chiara e scura. Le fonti tracciano l'inizio di questo tipo di tecnica muraria nelle zone meridionali della Siria. È associata come termine arabo, soprattutto in relazione alla decorazione architettonica islamica araba. Il primo uso registrato del termine ablaq riguardò le riparazioni della Grande Moschea di Damasco nel 1109, ma la stessa tecnica era stata usata molto prima.

## Tecnica
Questa tecnica è una caratteristica dell'architettura islamica. La tecnica decorativa ablaq è un derivato dell'antico impero bizantino, la cui architettura utilizzava sequenze alternate di pietra bugnata di colore chiaro e mattoni di colore arancione più scuro. Il primo uso noto del termine ablaq nelle tecniche di costruzione si trova nelle opere in muratura per i miglioramenti nella ricostruzione delle mura della Moschea omayyade di Damasco. Secondo i registri, questi miglioramenti della ricostruzione in muratura della parete nord iniziarono all'inizio del XII secolo. La fornitura locale di pietre potrebbe aver incoraggiato l'uso di strati alternati di pietre chiare e scure. Nella parte meridionale della Siria c'è abbondanza di basalto nero e calcare di colore bianco. Le scorte di ciascun materiale sono quasi uguali, quindi sembrerebbe naturale utilizzare tecniche di muratura di proporzioni equilibrate. In realtà la differente complessità nel processo di estrazione delle pietre non giustifica questo rapporto. Probabilmente l'effetto ottico ottenuto ne ha vincolato le proporzioni, come è successo nel caso genovese nell'uso degli stessi colori alternati. La stessa tecnica, tuttavia, era stata utilizzata molto prima, e la Moschea-Cattedrale di Cordova ne è un esempio notevole, oltre alla Madinat al-Zahra', e forse alla Moschea al-Aqsa, oltre che alla Cupola della Roccia. I Mamelucchi usavano effetti di luce chiazzata e chiaroscuro nei loro edifici, e tra gli elementi architettonici che li completavano c'era l'ablaq. Finemente rivestite con  pietre bugnate spesso erano combinate con muratura per le volte. Questi elementi mamelucchi e siriani furono applicati e condivisi dagli Ayyubidi e dai Crociati in Palestina, Siria ed Egitto.

## Storia
Nel 1266–1269 Sultan al-Zahir Baybars al-Bunduqdari costruì una moschea conosciuta come Moschea di al-Zahir Baybars o Palazzo Qasr Ablaq, che fu costruita con alternanza di murature chiare e scure. Basato su questa moschea, l'ablaq come tecnica in muratura con file alternate di bianco e scuro, era pienamente in uso nel XIII secolo. L'architettura mamelucca di Siria, Egitto e Palestina adottò la tecnica ablaq nei secoli XIV e XV. In questi paesi, all'incirca in questo periodo, venivano spesso utilizzate pietre bianche e nere e mattoni rossi in file ricorrenti, creando edifici a strisce di tre colori. La tecnica in muratura ablaq è stata utilizzata nel Palazzo Azm a Damasco e in altri edifici del periodo ottomano. In effetti, il Dr.Andrew Petersen, direttore della ricerca in archeologia islamica presso l'Università del Galles Lampeter afferma che l'ablaq (alternando conci di calcare bianco e basalto nero è "Una caratteristica della monumentale muratura di Damasco".) Nella Cupola della Roccia a Gerusalemme, gli architravi ablaq, con alternanza di conci rossi e bianchi, sono combinati per evidenziare i cunei del Grande Arco. L'architettura mamelucca di Gerusalemme (periodo 1250-1516) comprende murature multicolori in bianco, giallo, rosso e nero. Le origini di ablaq in marmo della Cupola sono controverse; alcuni li teorizzano originali e altri dicono che vennero aggiunti in seguito (e differiscono poi per le date e l'identità dei costruttori). In Giordania, il khan fortificato mamelucco di Aqaba (circa 1145) è una fortezza medievale modellata su quelle usate dai crociati. Contiene un arco sopra l'ingresso protetto. L'arco a ferro di cavallo ha una massiccia presenza di ablaq, che richiama l'architettura mamelucca in Egitto. I monumenti ecclesiastici pisani - in particolare il Duomo e la Chiesa di San Sepolcro (costruzione iniziata nel 1113) - usarono l'ablaq, non un semplice "bianco e nero" tra la conquista di Gerusalemme nella prima crociata (1099) e il completamento di quest'ultima, intorno al 1130. Sono stati usati vari motivi architettonici: ablaq, l'arco a zigzag e cunei (increspati e semplici). Questi abbellimenti erano un'appropriazione diretta dell'architettura musulmana, risultante dal pellegrinaggio a Gerusalemme e dalla guerra contro i saraceni nella prima crociata. Quei visitatori di Gerusalemme poterono vedere ablaq nella Cupola della Roccia e nella Basilica del Santo Sepolcro, così come altri esempi che potrebbero non essere più esistenti. Così gli zigzag (vedi architettura normanna) e ablaq entrarono a far parte del repertorio dell'architettura romanica. L'architetto della Carolina del Sud, John Henry Devereux, ha creato un sorprendente edificio bianco e nero ablaq nella chiesa evangelica luterana tedesca di San Matteo. Tuttavia, quella concezione originale di allora è stata poi ricoperta di rosso monocromatico.